# メーガン・マイヤー自殺事件
メーガン・マイヤー自殺事件とは、2006年10月17日にアメリカ合衆国ミズーリ州で10代の少女がネットいじめが原因で自殺した事件。
その日、メーガン・テイラー・マイヤー (英: Megan Taylor Meier、1992年11月6日 - 2006年10月17日) はソーシャル・ネットワーキング・サービスであるMySpaceでのいじめを苦にして首を吊って自殺した。メーガンの友人の母親であるローリ・ドリュー (英: Lori Drew) と数名が、10代の少年と偽ってMySpaceのアカウントでメーガンと接触し、メーガンを中傷して自殺に追い込んだのである。ローリは裁判で有罪となったが、この判決は後に否決され、最終的には無罪となった。

## 背景
メーガン・テイラー・マイヤーは1992年11月6日にミズーリ州オファロンで生まれた。母親はクリスティーナ・"ティーナ"・マイヤー (英: Christina "Tina" Meier)、父親はロナルド・"ロン"・マイヤー (英: Ronald "Ron" Meier) である。
2001年2月 (当時小学3年生)、メーガンは母親に自殺願望があると告白した。それ以来、メーガンは精神科の治療を受けていた。シタロプラムという抗うつ薬を処方されていたが、この薬は若年では自殺のリスクを増大させる副作用がある可能性があった。ほかに、メチルフェニデートや非標準的な抗精神病薬であるジプラシドンも処方されていた。注意力欠如障害、うつ病と診断されており、自身の体重についてのセルフ・エスティームの問題が報告されていた。
メーガンはオファロンにあるフォート・ズムウォルト・ウェスト・ミドル・スクール (英: Fort Zumwalt West Middle School) という公立校に通っていた。メーガンは人気者の少女たちと友人になったため、メーガンをいじめていた少年たちはいじめをやめた。しかし、すぐに少女たちはメーガンを敵視するようになり、いじめは以前よりも酷くなった。2006年 (当時中学2年生)、両親はメーガンをダーデンプレイリーにあるイマキュレート・コンセプション・カソリック・スクール (英: Immaculate Conception Catholic School) に転校させた。
マイヤーは母親からは反対されていたが、MySpaceのアカウントを開設した。それからまもなく、メーガンはジョシュ・エバンズ (英: Josh Evans) という16歳の少年からフレンドになりたいという申請を受けた。メーガンはジョシュとインターネット上で交友関係を育んだが、直接会うことはなく、声も聞かなかった。メーガンはジョシュを魅力的に思った。メーガンの家族によれば、メーガンがジョシュとのやりとりを始めたとき、メーガンの気分が高揚しているようだったという。ジョシュはオファロンの近くの市に住んでおり、学校には行かずに家で教育を受けており、電話番号もないと主張していた。
このジョシュ・エバンズという人物は架空の存在で、実際はローリ・ドリューという人物がジョシュのアカウントを作成した。ローリ・ドリューは、かつてメーガンの友人だったサラ・ドリュー (英: Sarah Drew) の母親だった。当時、ドリュー家はマイヤー家の近所に住んでおり、4軒隣りの家がドリュー家の自宅だった。
ローリ・ドリューは娘のサラと、ローリが経営していた広告屋の従業員である18歳のアシュリー・グリルズ (英: Ashley Grills) の援助を受けて、ジョシュのアカウントを運営していた。証人によると、ローリがジョシュのアカウントを作成したのは、ジョシュのアカウントに送られたメーガンのメッセージを元に、メーガンについての情報を収集し、さらには、メーガンに恥をかかせるためだったという。その動機は、メーガンが自分の娘についての噂を吹聴したことへの報復であるとされる。

## 自殺
2006年10月16日、メーガンが学校から帰ってくると、母親のティーナ・マイヤーはメーガンのためにMySpaceにログインしてあげた。ティーナはメーガンの妹を矯正歯科に連れていく用事があったため急いでいた。出発しようとしていたとき、メーガンが気を動転させていた。ジョシュがメーガンを中傷するような内容のメッセージを送っていたのである。メッセージの一つは"I don't want to be friends with you anymore. You're not a nice person."(直訳すると「お前とはもう友達でいたくない。お前は良い奴ではない」) という内容だった。似たようなメッセージが他にも送られていた。ジョシュはメーガンが送ったメッセージの一部をシェアして他人に見せていた。ティーナはメーガンにMySpaceからログアウトするように指示し、矯正歯科へ向かった。ティーナはメーガンに電話をかけてログアウトしたか聞いたが、メーガンはMySpaceからログアウトしていなかった。メーガンはひどくすすり泣いていた。ティーナが帰宅したとき、メーガンがログアウトしようとしないため腹を立てていた。しかし、メーガンはティーナに罵詈雑言を返し、ティーナは衝撃を受けた。メーガンはティーナが自分の味方をしてくれなかったことに文句を言い、パソコンを置き去りにして階段を上っていった。父親のロン・マイヤーや近隣住民によれば、ジョシュから送られた最後のメッセージは"Everybody in O'Fallon knows who you are. You are a bad person and everybody hates you. Have a shitty rest of your life. The world would be a better place without you."(直訳すると「オファロンに住むみんながお前がどんな奴か知っている。お前は悪い奴で、みんながお前を憎んでいる。これから一生惨めに生きろ。お前がいなければ世界はもっといい場所になるだろう」) というものだったという。
メーガンとジョシュの最後のやりとりは、MySpaceではなくAOL Instant Messengerを通じて行われた。メーガンが階段を上がっていったときに、父親のロンに出くわした。メーガンは現状のトラブルについてロンに伝えると、2階にある自分の部屋に入っていった。ロンは階段を降りて台所へ行き、そこにいたティーナと件のネットいじめについて話し、いっしょに夕食を作った。20分後、ティーナは嫌な予感がして、メーガンの部屋へ向かった。メーガンは既に自殺を図った後だった。クローゼットにベルトを括りつけ、そこで首を吊っていた。蘇生を試みたものの、翌日の10月17日、メーガンの死亡が宣告された。14歳の誕生日の3週間前のことだった。

## 捜査
メーガンの自殺から数週間後、メーガンの両親は、メーガンと仲違いした友人たちのうちの1人の母親がジョシュ・エバンズを騙るアカウントを作成していたと伝えられた。ローリ・ドリューは、自身とその娘がジョシュのアカウントのパスワードを有していることを認めたが、記者にはあくまで冗談で偽のアカウントを作ったと伝えた。当初、ローリは攻撃的なメッセージがメーガンに送信されたことは知らないと主張し、自殺に至った一連のメッセージへの関与を否定した。ローリは警察に対し、ジョシュのアカウントはメーガンの信頼を獲得し、メーガンが自分の娘や他者に対してどのような感情を抱いているか調べることを目的に作成したと述べた。メーガンの両親にローリがジョシュのアカウントを作ったことを伝えた近隣住民は、ローリはこのことを笑っていたと語り、ローリの目的はメーガンを酷い目に遭わせることだったと述べた。
メーガンが自殺してから、ジョシュのアカウントの件についてメディアで最初に報じられるまでに1年以上かかった。連邦捜査局 (FBI) は捜査を行う際に、メーガンの遺族にこの事件について公にしないように要求していた。FBIが事件について捜査していることをドリュー家に知られないようにするためだった。メーガンの死から1年が過ぎてまもなく、メーガンのおばがサブアーバン・ジャーナルズのスティーブ・ポーキン (英: Steve Pokin) 記者が書いたインターネット・ハラスメントについての記事を読んだ。おばはポーキンと接触し、事件についてポーキンに伝えた。こうして、メーガン・マイヤー自殺事件が報道されるようになり、ニュースは国内外へ急速に広がっていった。
2007年12月3日に記者会見が開かれ、セントチャールズ郡検事であるジャック・バナス (英: Jack Banas) は、ローリに臨時で雇われていたアシュリー・グリルズがメーガンに宛てられたメッセージのほとんどを書いていたことを明かした。グリルズによれば、ジョシュからの最後のメッセージもグリルズの手によるものだったという。グリルズによれば、最後のメッセージを送った理由は、メーガンにジョシュとのやりとりを終わらせるためだったという。バナスはグリルズには聴取しないと発言した。当時、グリルズは事件に関与したことを理由に精神科の治療を受けていたためである。バナスは後日にグリルズに聴取することもなかった。
メーガンの遺族は、バナス検事はドリュー家の共犯者に聴取しようとせず、ドリュー家の証言にばかり依拠していると発言し、バナスの声明を批判した。バナスは、当初のFBIの捜査でグリルズに聴取した際に、グリルズの本件での役割が確定したと述べた。メーガンの遺族は、グリルズにメーガンの自殺に対する責任はないと発言した。バナスは、当時15歳のサラ・ドリューは別の学校に転校し、ダーデンプレイリーにはもう住んでおらず、ローリ・ドリューはバナスに対して娘が現在住んでいる場所を伝えるのを恐れていると発言した。ローリ・ドリューの代理人によれば、ローリは今回の事件が世間に知れ渡ったため、経営していた広告屋を廃業しなければならなくなったという。事件が明るみに出て以来、近隣住民はドリュー家を忌避するようになった。
ブロガーたちはドリュー家や、経営していた広告屋の従業員の写真、電話番号、電子メールの詳細、住所を様々なウェブサイト上で公開した。リーロの広告屋のクーポン帳で宣伝されていた店も忌避されるようになった。ブロガーのサラ・ウェルズ (英: Sarah Wells) はローリ・ドリューの名前をインターネット上に公開した人物であるが、自身の行いに後悔はないと語っている。郡検事たちは事件を捜査した後、本件に関していかなる刑事告訴も行わないことに決定した。
2008年、ローリ・ドリューはコンピュータ詐欺と濫用に関する法律 (英: Computer Fraud and Abuse Act) への違反の容疑で起訴され、有罪の判決が下った。しかし、この法律はローリの行動を有罪と見なすような意図で制定されていないという理由から、連邦判事により有罪判決は取り消された。連邦政府もこの決定に対して控訴しないことを決定した。

## 事件に対する反響
メーガン・マイヤーの自殺の件について『セントチャールズ・ジャーナル』で最初に報道されると、読者たちは報道で名前が明かされなかった事件に関係する成人に対して関心を寄せた。その後、セントルイスのサブアーバン・ジャーナルズがドリュー家の名前を明かさない決定を下した件に焦点が移った。インタビューで、記者はドリュー家の未成年の子供を保護するために、名前の公開を差し控えると発言した。ブロガーたちはローリ・ドリューの名前を調べ上げて公開した。最終的に、メディアもローリ・ドリューの名前と写真を公開した。
バナス検事は、事件に対するインターネット上での反応をきっかけとして、全米でドリュー家に対して憤怒が巻き起こっていることを認識していると発言した。ドリュー家は自宅の住所や経営していた広告屋の住所、電話番号、自宅の空中写真をインターネット上で公開された。所有物を破壊されるという被害も受けた。バナスは、ドリュー家に対するこれらの行動のうちの一部はサイバーストーカーの構成要件となり得ると発言した。
バナスによると、ローリ・ドリューに聴取した際、ローリは狼狽しつつも慎重に振舞っていたという。また、メーガンの自殺については惨いことだと感じていたという。2007年11月24日、メーガンの追悼式が開催された。近くの駐車場に人々が集まり、マイヤー家やドリュー家の自宅の横を歩いていった。ドリュー家の自宅に隣接する狭い土地はマイヤー家の友人による追憶の場となった。
メーガン・マイヤー事件はインターネット上でのハラスメント行為を規制する法律が制定・検討される契機となった。ダーデンプレイリー市会はこの事件の影響を受け、2007年11月22日にインターネット、テキスト・メッセージ・サービス、ポケットベルなどを含む電子媒体を利用したいかなるハラスメントをも禁止する条例を可決した。この条例に違反すると軽罪として扱われ、最高500ドルの罰金と最高90日間の禁固刑が課される。ミズーリ州フロリサントでもサイバー・ハラスメント条例が可決され、他の地方自治体や郡、州も同様の措置をとった。ミズーリ州はこの事件に影響を受けてハラスメントに関する州法を改正し、州法をコンピュータや携帯電話のメッセージング・サービスにも対応できるように更新し、21歳以上の成人が18歳未満の未成年に対してハラスメントを行ったときに対応する新たな罪を制定した。
この新法制は2008年8月28日に施行となり、現行法の抜け穴を埋める意図で制定された。これにより、ハラスメントの定義が拡大され、電話や電子デバイスを通じて匿名で脅迫したり感情的な苦痛を与えたりする行為や、子供に苦痛を与える行為もハラスメントの範疇に含まれるようになった。ハラスメントの刑罰も軽罪 (英: misdemeanor) から重罪 (英: felony) へと格上げされ、17歳以下の未成年に対して成人がハラスメントを行った場合や、ハラスメントの前科があった場合に、最高4年間の禁固刑となった。ソーシャル・ネットワーキング・サイトでのハラスメントから児童や成人を保護するための、包括的なネットいじめおよびサイバーストーカー対策の州法として最初の例の1つとなった。この法案はローリ・ドリューへの控訴が却下された影響で作成された。この州法に署名をしたマット・ブラント (英: Matt Blunt) 州知事は、州には児童を保護するための厳しい法律が必要であると述べている。
また、2009年4月2日に第111議会で、インターネット上でのハラスメントを犯罪として扱うための法案が提出された。この法案は2008年5月15日にミズーリ州議会の両院で満場一致で票決されており、「メーガン法」(英: Megan's Law) と呼ばれている (ニュージャージー州などの「メーガン法」とは別であることに注意)。2008年5月22日、「メーガン・マイヤーネットいじめ防止法」(英: Megan Meier Cyberbullying Prevention Act) がH.R. 6123としてリンダ・T・サンチェス (英: Linda T. Sanchez) 議員によりネットいじめを観点に合衆国法典第18編を改正する意図で提出された。
ティーナ・マイヤーはミズーリ州チェスターフィールドを拠点としてメーガン・マイヤー財団 (英: Megan Meier Foundation) を設立した。この組織は日常の環境で児童に対して発生しているネットいじめに対し、児童、保護者、教育者の認知や教育を促進することを目的としている。